# 夏連蔭
夏連蔭(Julie How)（1926年—1982年），本名蓮瑛。上海人，美國哥倫比亞大學畢業。

## 生平
早年就讀上海中西女中，後赴紐約就讀瓦薩學院，畢業後考入哥倫比亞大學。後由韋慕庭指導撰寫論文《陳獨秀的政治思想》。

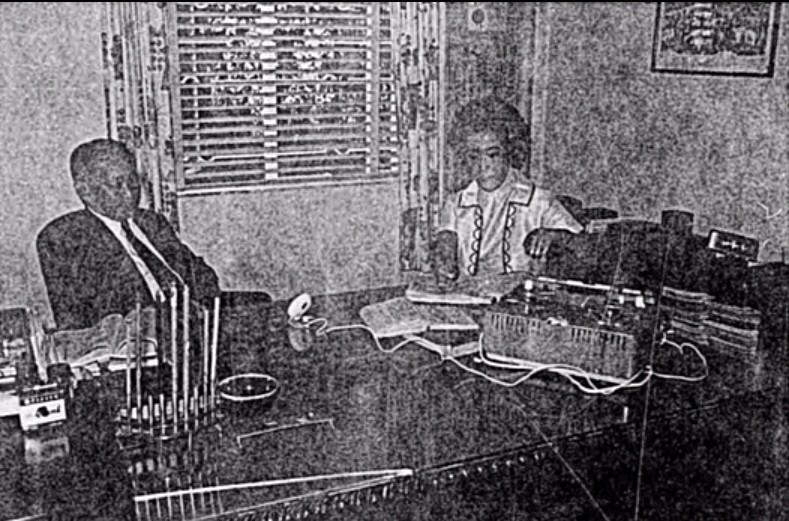
1961年夏連蔭女士在香港採訪張發奎將軍

1958年開始訪問民國名人，先後採訪顧維鈞、王正廷、陳立夫、張發奎等人。1973年罹癌，1982年逝世。